# (14342) Iglika
(14342) Iglika (1984 SL) – planetoida z pasa głównego asteroid okrążająca Słońce w ciągu 4 lat i 189 dni w średniej odległości 2,73 j.a. Została odkryta 23 września 1984 roku.